# 阿登巴赫
阿登巴赫是德国莱茵兰-普法尔茨州的一个市镇。总面积2.94平方公里，总人口156人，其中男性76人，女性80人（2011年12月31日），人口密度53人/平方公里。